# Всё, что есть у меня
«Всё, что есть у меня» (инципит «Мир не прост, совсем не прост…», образованное от него второе название — «Мир не прост»; иногда встречается неофициальное название по первой строке припева — «Всё, что в жизни есть у меня») — песня композитора Вячеслава Добрынина на слова Леонида Дербенёва, написанная в 1976 году. Ритмическая основа песни пришла в голову Добрынину по пути от станции метро до дома, когда он «чеканил» шаг; на этот маршевый ритм Дербенёв затем придумал первые слова, ставшие припевом. Песня стала главным хитом и визитной карточкой первого исполнителя — вокально-инструментального ансамбля (ВИА) «Самоцветы», превзойти унисонное пение и аранжировку которых не смог впоследствии ни один другой певец или ансамбль. В 1970-е годы массовая публика от песни, по позднему выражению одного из очевидцев, «балдела»; в 2000-е годы музыкальные критики стали говорить о её эротизме.

## История
Песня «Всё, что есть у меня» была написана композитором Вячеславом Добрыниным на слова Леонида Дербенёва в 1976 году. В 2009 году Добрынин вспоминал о том, как появилась песня:
Музыка Вячеслава Добрынина

Слова Леонида Дербенёва

Мир не прост, совсем не прост,

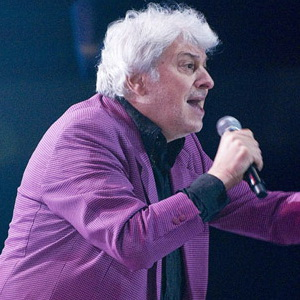
Автор музыки песни «Всё, что есть у меня» Вячеслав Добрынин. 2009

Нельзя в нём скрыться от бурь и от гроз,

Нельзя в нём скрыться от зимних вьюг

И от разлук, от горьких разлук.

Но, кроме бед, непрошенных бед,

Есть в мире звёзды и солнечный свет.

Есть дом родной и тепло огня,

И у меня, есть ты у меня.

Всё, что в жизни есть у меня,

Всё, в чём радость каждого дня,

Всё, о чём тревоги и мечты, —

Это всё, это всё ты.

<…>
Песня была написана таким образом. Я шёл от станции метро <…> по улице Горького до того места, где я жил. Там было примерно 500 метров. Я шёл и поймал себя на мысли, что я почему-то чеканю шаг. Я интонацию сразу придумал — даже не музыкальную, а ритмическую: пам-па-да-па-дам-па-да-пам… Это называется рок-марш. <…> А у меня всё время была телефонная связь, бесконечная, с Леонидом Петровичем Дербенёвым <…>. Я пришёл и звоню: «Лёня, смотри, я шёл: пам-па-да-па-дам-па-да-пам…». Он говорит: «Что это такое?» Я говорю: «Какая-то штука у меня в голове крутится». Он говорит: «Подожди. Первое — это что такое, короткое „пам“? „Ты“?» — «Да». — «„Но“?. „И“? Нет, не годится. Ладно, подожди, я сейчас что-нибудь тебе скажу». Через какое-то время позвонил: «Слушай, мне такая нравится фраза: „Всё, что в жизни есть у меня, всё, в чём радость каждого дня“». Вот так началась эта песня.
Песню Вячеслав Добрынин отдал затем для исполнения в вокально-инструментальный ансамбль (ВИА) «Самоцветы», музыкантом которого после приглашения основателем и руководителем ансамбля Юрием Маликовым он был непродолжительное время. Песня была издана под названием «Всё, что есть у меня» ВИА «Самоцветы» на одноимённой гибкой пластинке фирмы «Мелодия» (Г62-06337-8) в августе 1977 года с двумя песнями других авторов — «Сколько в мире дорог» (Юрий Маликов — Леонид Дербенёв) и «Первое свидание» (Владимир Мигуля — Михаил Рябинин).

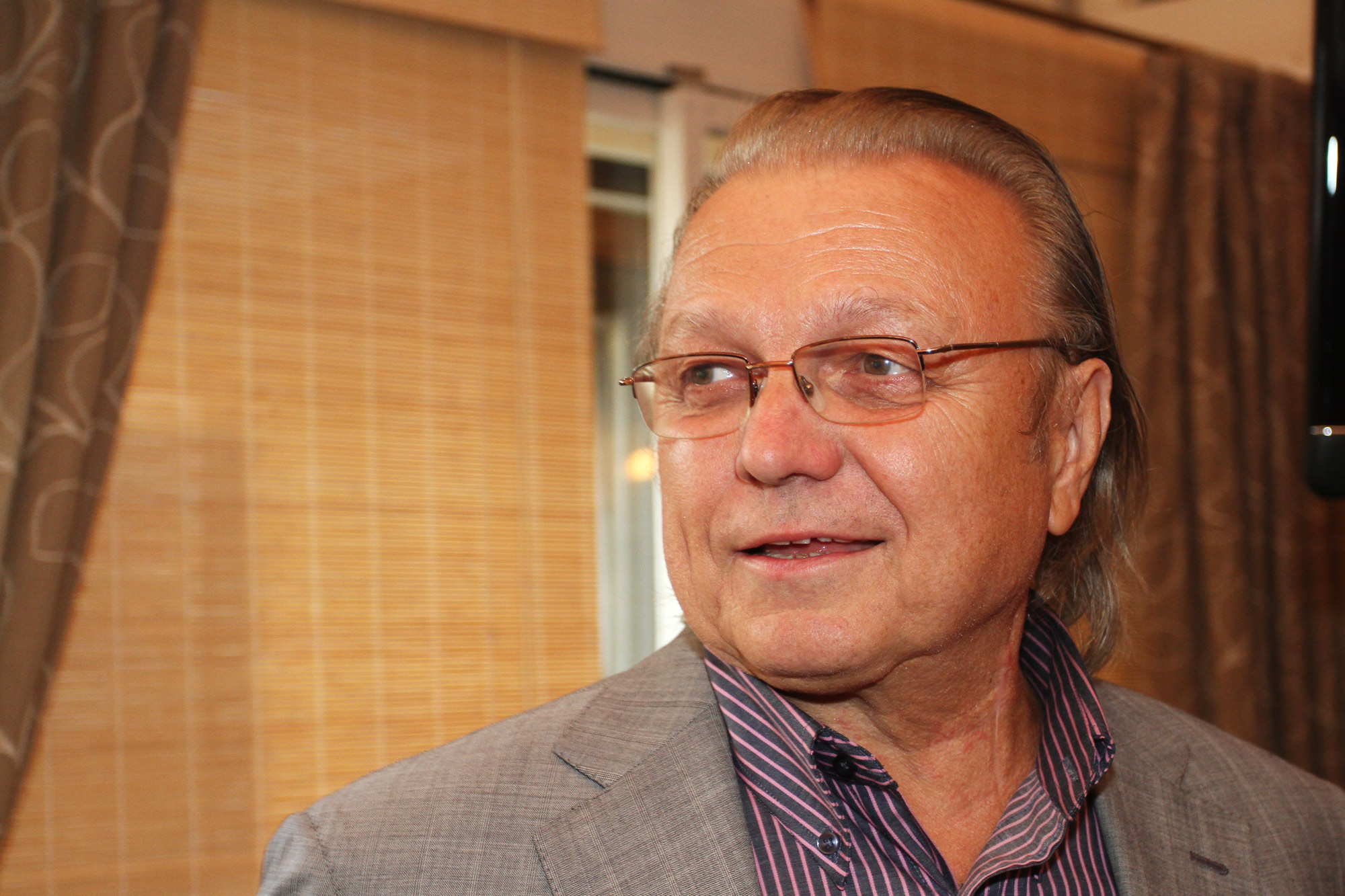
Основатель ВИА «Самоцветы» Юрий Маликов. 2010

В выпуске «70-е» (часть 2) телепрограммы Первого канала «Достояние республики» 18 октября 2009 года песню пели ВИА «Самоцветы» в составе: Юрий Маликов, Александр Нефёдов, Олег Слепцов, Елена Преснякова, Георгий Власенко с присоединившимся к ним для исполнения песни бывшим участником ансамбля Сергеем Беликовым. Современная аранжировка песни, в которой она прозвучала в программе, была сделана участником ансамбля Александром Нефёдовым. Музыкант Левон Оганезов говорил, что у аранжировщика песни — «безупречный вкус». Запись этого исполнения стала затем самой популярной среди многих других вариантов исполнения этой же песни на сайте YouTube, набрав к 2020 году более 4,5 млн просмотров.

## Рецепция и критика
По словам ведущего телепрограммы «Достояние республики» Дмитрия Шепелева, песня «Всё, что есть у меня» «давно стала главным хитом ансамбля „Самоцветы“ и ассоциируется только с этим коллективом. И представить эту песню без этой группы невозможно — впрочем, также, как и группу без этой песни».
Теле- и радиоведущий Александр Анатольевич вспоминал о песне в 1970-е: «В то время то, что происходило в залах и на танцплощадках под эту песню, называлось балдёж». В 2010 году музыкальный критик Борис Барабанов зафиксировал новые элементы в восприятии песни «Всё, что есть у меня»:
Некоторое время назад, когда стали популярны ретро-дискотеки, я с журналистским интересом стал наблюдать, как это всё происходит, как под старые песни танцуют в клубах, барах, и я отметил про себя, что именно под эту песню девушки стали взбираться на столы и барные стойки в этих самых заведениях. Это наблюдение последних пяти лет. В этой песне есть что-то включающее какие-то инстинкты прекрасной половины человечества. Эротический момент в ней безусловно присутствует.
Музыкальный критик Михаил Марголис, разделяющий творчество Вячеслава Добрынина на две части (песню «Прощай», «которая является универсальной песней всей страны», и всё остальное), относит песню «Всё, что есть у меня» к той части, в которой Добрынин «достиг предела <…> того, что у нас называется массовым вкусом или, наоборот, массовым безвкусием».

Оборотная сторона обложки гибкой пластинки «Всё, что есть у меня» (1977)

## Кавер-версии

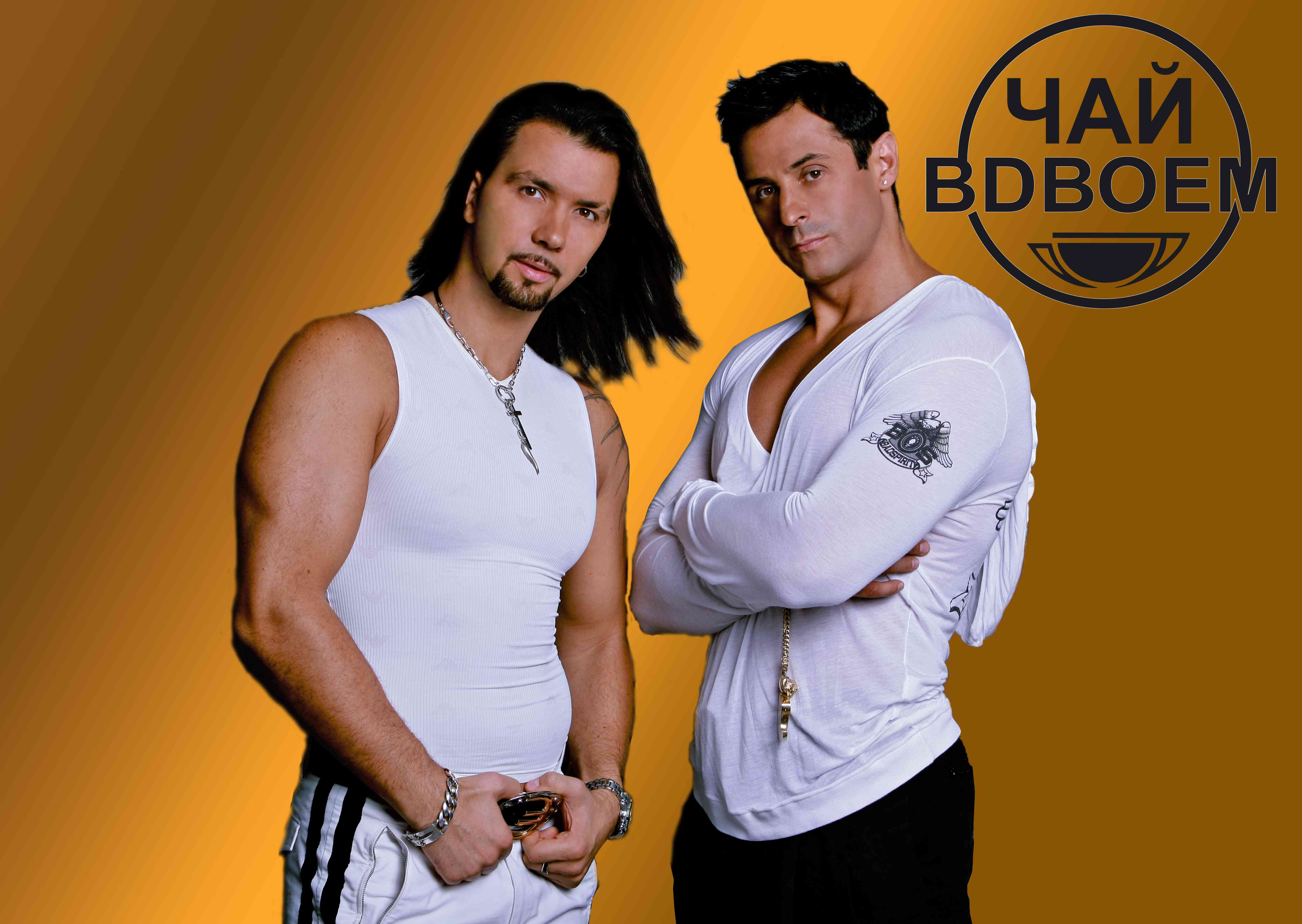
«Чай вдвоём»

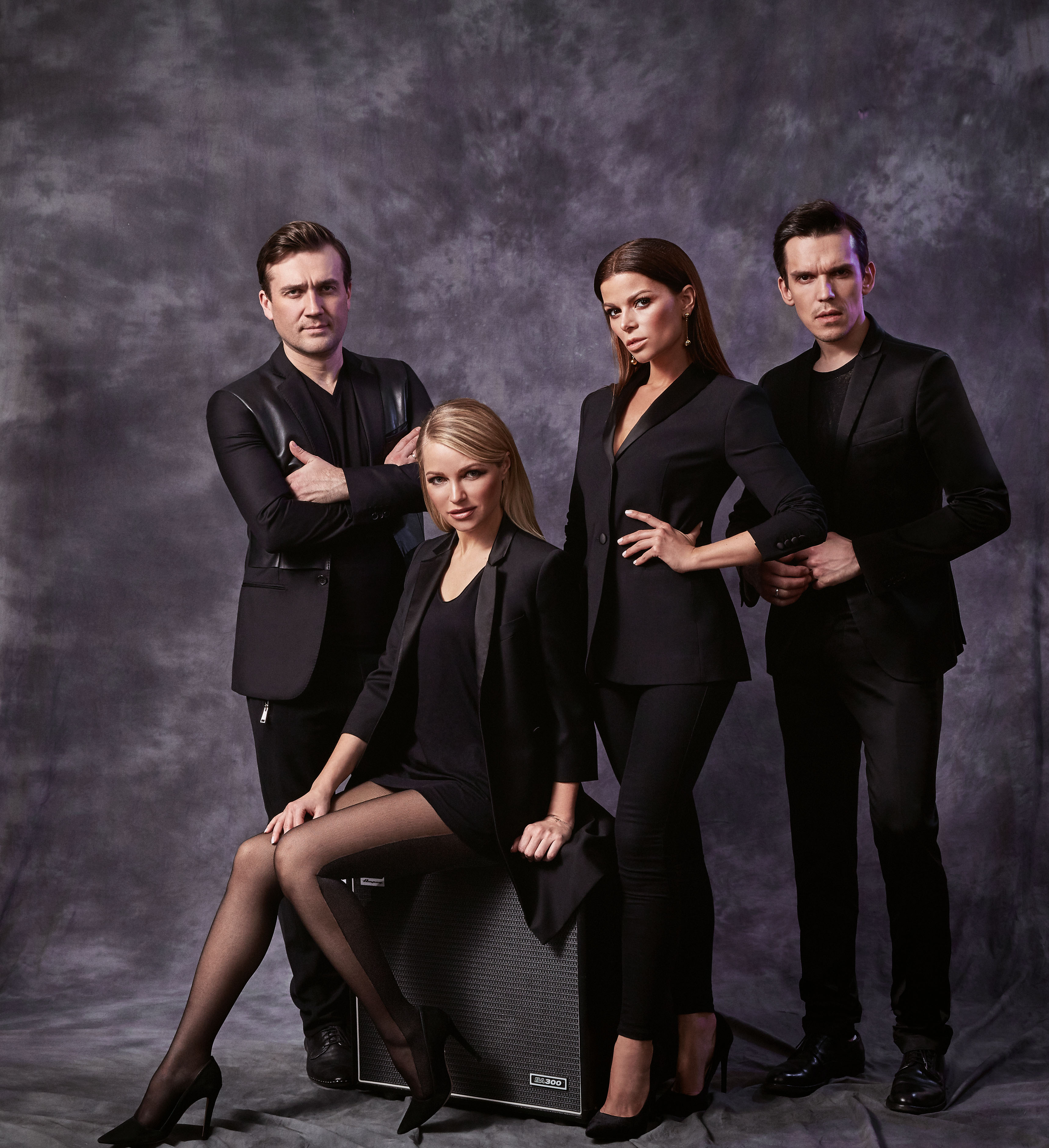
«Новые Самоцветы»

Основатель и руководитель ВИА «Самоцветы» Юрий Маликов считает, что песню «Всё, что есть у меня» невозможно спеть лучше, чем это сделали «Самоцветы»: «Я даже объявлял конкурс, но лучше так никто и не спел».
В конце 70-х годов песню под названием Love перепела на английском языке группа Peters & Lee («Питерс энд Ли») на слова М. Стеллмэна. Этот вариант вошёл в пластинку-миньон фирмы «Мелодия» «Песни Вячеслава Добрынина поют зарубежные исполнители», а также прозвучал в одном из выпусков популярной советской радиопередачи «С добрым утром!».
Песня «Всё, что в жизни есть у меня» входит в постоянный репертуар наследующей «Самоцветам» кавер-группы «Новые Самоцветы», снявшей клип на песню под её вторым, неофициальным названием «Мир не прост». Релиз клипа состоялся 3 декабря 2015 года.
В выпуске «Песни Вячеслава Добрынина» телепрограммы Первого канала «Достояние республики» 5 ноября 2010 года песню исполнил дуэт «Чай вдвоём».

## В массовой культуре
В сериале «Марлен» песню исполнял Юрий Стоянов.
Песня стала заглавной темой сериала «Люба, дети и завод». В заставке сериала ее исполняют поверх официальной записи исполнительница главной роли в сериале Татьяна Догилева и актеры, сыгравшие  детей ее героини.

## Другое
В 2014 году Сергей Брикса — бывший барабанщик ВИА «Верасы», пишущий и исполняющий христианские песни — записал песню с названием «Мир не прост», не имеющую никакого отношения к песне «Всё, что есть у меня». Использование вторых, неофициальных названий известных песен 1970-х годов случалось и раньше: в 2000 году Владимир Захаров использовал второе неофициальное, по рефрену, название песни «Девятый класс» — «Весна по имени Светлана» — для своей новой песни в альбоме «Весенний дождь» группы «Рок-Острова».

## Видео
«Самоцветы»
- Выступление ВИА «Самоцветы» с песней «Всё, что есть у меня» в телевизионной передаче «Театральные встречи» (1976)
- Выступление ВИА «Самоцветы» с песней «Всё, что есть у меня» на телевидении в середине 1990-х годов
- Выступление ВИА «Самоцветы» с песней «Всё, что есть у меня» на фестивале «Славянский базар» (1996)
- Выступление ВИА «Самоцветы» с песней «Всё, что есть у меня» на авторском концерте Вячеслава Добрынина «Азбука любви» (1998)
- Выступление ВИА «Самоцветы» с песней «Всё, что есть у меня» на фестивале «Золотой шлягер» (1999)
- Выступление ВИА «Самоцветы» с песней «Всё, что есть у меня» в телепрограмме «Сиреневый туман» (конец 1990-х — начало 2000-х годов)
- Выступление Вячеслава Добрынина и ВИА «Самоцветы» с песней «Всё, что есть у меня» на фестивале «Песня года» (2001)
- Выступление ВИА «Самоцветы» с песней «Всё, что есть у меня» на концерте памяти Сергея Дьячкова (2007)
- Выступление ВИА «Самоцветы» и Сергея Беликова с песней «Всё, что есть у меня» в телепрограмме Первого канала «Достояние республики» 18 октября 2009 года
- Выступление ВИА «Самоцветы» с песней «Всё, что есть у меня» на юбилейном концерте Вячеслава Добрынина (эфир Первого канала 13 февраля 2016 года)
- Выступление ВИА «Самоцветы» с песней «Всё, что есть у меня» на юбилейном концерте Вячеслава Добрынина «Ни минуты покоя» (эфир Первого канала, начало 2011 года)
- Выступление ВИА «Самоцветы» с песней «Всё, что есть у меня» в телепрограмме «Субботний вечер» (2013)
- Клип ВИА «Самоцветы» на песню «Всё, что есть у меня» (2013)
- Выступление ВИА «Самоцветы» с песней «Всё, что есть у меня» в телепрограмме Первого канала «Время обедать» 8 мая 2014 года
- Выступление ВИА «Самоцветы» с песней «Всё, что есть у меня» в сборном концерте «Дискотека 80-х» (конец 2015 года, эфир НТВ 1 января 2016 года)
- Выступление ВИА «Самоцветы» с песней «Всё, что есть у меня» в сборном концерте «Легенды Ретро FM» (конец 2016 года, эфир Первого канала 1 января 2017 года)

«Новые Самоцветы»
- Выступление кавер-группы «Новые Самоцветы» с песней «Всё, что есть у меня» в эфире «Авторадио» 10 декабря 2014 года
- Концертное выступление кавер-группы «Новые Самоцветы» с песней «Всё, что есть у меня» в торгово-развлекательном центре «Вегас» («Крокус Сити») (2015)
- Клип кавер-группы «Новые Самоцветы» на песню «Мир не прост» (релиз 3 декабря 2015 года)
- Выступление кавер-группы «Новые Самоцветы» с песней «Всё, что есть у меня» в телепрограмме Первого канала «Угадай мелодию» (2016)
- Выступление кавер-группы «Новые Самоцветы» с песней «Мир не прост» в новогоднем концерте «Bridge Media New Party 2017» на телеканале Rusong TV (январь 2017)

«Чай вдвоём»
- Выступление группы «Чай вдвоём» с песней «Всё, что есть у меня» в выпуске «Песни Вячеслава Добрынина» телепрограммы «Достояние республики». Первый канал (5 ноября 2010). Дата обращения: 18 марта 2017.